# Адамсон, Бартлетт
Ба́ртлетт А́дамсон (англ. George Ernest Bartlett Adamson, 1884—1951) — австралийский поэт, журналист и общественный деятель. Член Коммунистической партии Австралии.

## Биография
Родился 22 декабря 1884 года на северо-востоке Тасмании (бывшей тогда британской колонией), в районе городка Крашка (сейчас Рингарума). Сын шахтёра Джорджа Адамсона, шотландца по происхождению, и его жены Джейн (урождённая Бартлетт). Вскоре семья переехала на западное побережье, где Бартлетт получил начальное образование в школах Зиана и Дандаса, а затем трудился клерком на шахте.
Около 1914 года семья переправилась в Новую Зеландию, где Адамсон стал работать клерком в издательстве «Whitcombe & Tombs Ltd», а затем менеджером по рекламе в фирме «New Zealand Picture Supplies Ltd». 16 ноября 1917 года женился на Мэри Маклаклан (впоследствии у них родилось трое сыновей).
В апреле 1919 года он перебрался в Австралию, в г. Сидней, в котором прожил до конца жизни. Устроившись в свежесозданный еженедельник «Smith’s Weekly)», он сочинял для него статьи, стихи на злобу дня, юмор и лёгкую прозу. В 1923 году ушёл из газеты «на вольные хлеба», при этом регулярно писал статьи для «Sunday News», а также детективную и приключенческую прозу; кроме того выращивал фрукты, а также основал упаковочный кооператив для местных цветоводов. В 1935 году вернулся в штат «Smith’s Weekly» и работал в нём вплоть до закрытия издания в 1950 году.
В 1930-х Адамсон стал активным членом «Братства австралийских писателей» (англ. The Fellowship of Australian Writers). В середине 1930-х он стал продвигать прокоммунистическую «Лигу писателей» (позже «Ассоциацию»), которая объединилась с «Братством» в 1938 году. В 1943 году вступил в Коммунистическую партию Австралии. Регулярно публиковался в газетах «Workers' Weekly» и «Tribune» (печатные органы компартии).
Скоропостижно скончался 4 ноября 1951 года в Сиднее на выступлении от имени «Общества Австралийско-советской дружбы».

## Творчество
Первая книга Адамсона «Двенадцать сонетов» увидела свет в Новой Зеландии в 1918 году.
Он являлся автором лирических сонетов, поэм, коротких сатирических куплетов, обличительных и лирико-патриотических стихотворений, герои которых — рабочие-забастовщики, демонстранты, представители трудящихся Австралии. Однако, по некоторым отзывам, поэзия его стилистически старомодна.
Книги Адамсона не раз запрещались и тогда его стихи распространялись в рукописях или печатались на ротаторах.